# Kenji Kimihara
Kenji Kimihara (君原 健二 Kimihara Kenji?), nacido en Kitakyūshū (Japón) el 20 de marzo de 1941, es un atleta japonés retirado especialista en pruebas de fondo, que logró la medalla de plata en la prueba de Maratón en los Juegos Olímpicos de México de 1968. En los Juegos de 1972 en Múnich quedó quinto en la misma prueba.
- Datos: Q1383072
- Multimedia: Kenji Kimihara / Q1383072